# Шнейдер Олександр Борисович
Олекс́андр Бор́исович Шн́ейдер (22 травня 1962, Луганськ) — радянський, український шахіст, гросмейстер (1990). Призер чемпіонатів України із шахів.

## Біографія
Олександр Шнейдер закінчив шахову спеціалізацію Львівського інституту фізкультури. Призер юнацького чемпіонату України (1978, 1–3 місця), чемпіон Львівської області (1982).
Виступав за ДСТ «Буревісник» та ДСТ «Динамо». Переможець фінального турніру ЦР ДСТ «Динамо» 1987 року, бронзовий призер 1988 року.
Брав участь у чотирьох Всесоюзних турнірах молодих майстрів (1983–1985, 1987); найкращий результат — 2 місце у 1984 році. Також двічі виступав у чемпіонатах України серед молодих майстрів, де у 1985 році посів 3 місце, завдавши єдиної поразки переможцю турніру Василю Іванчуку.
Учасник:

- двох фінальних турнірів чемпіонатів СРСР (1990—1991); найкращий результат — поділ 10—11 місць у 1990 році.
- відбіркових турнірів чемпіонатів СРСР (1982, 1984, 1987, 1988);
- п'яти фінальних турнірів чемпіонатів України (1982—1989);  найкращі результати — бронзові нагороди у 1987 (3—5 місця) та 1989 роках.
- міжзонального турніру ФІДЕ 1998 року в Донецьку, де посів 3 місце.

У складі клубної команди «Донбас»:

- чемпіон світу серед команд міст 1997 року (Джакарта).
- чемпіонат України серед клубних команд: 1996 (Алушта), 1997 (Харків), 1999 (Алушта), 2000 (Алушта).
- учасник десяти турнірів Кубка європейських кубків(інші мови) (1993—2002), бронзовий призер 1994 року.

З 19 листопада 1994 року — член символічного Клубу переможців чемпіонів світу імені Михайла Чигоріна (після перемоги над Гаррі Каспаровим у Кубку європейських клубів).
Також переможець і призер турнірів: Львів (1986, 1–3 місця), Колката (1988 — 4–5, 1991 — 2–4 місця), Гавана (1990), Ріміні (1993, 1–3 місця), Гронінген (1994, 1–9 місця), Куопіо (1995, 1–3 місця), Париж (2000, 1–9 місця), Цюрих (2003, 1–6 місця), острів Ікарія (2007).

## Турнірні результати

### Чемпіонати України
Олександр Шнейдер зіграв у п'яти фінальних турнірах чемпіонатів України, набравши загалом 43½ з 75 можливих очок (+22-10=43).
| Рік  | Місто    | Турнір                 | + | − | =  | Результат | Місце  |
| ---- | -------- | ---------------------- | - | - | -- | --------- | ------ |
| 1982 | Ялта     | 51-й чемпіонат України | 6 | 3 | 6  | 9 з 15    | 4      |
| 1986 | Київ     | 55-й чемпіонат України | 4 | 4 | 7  | 7½ з 15   | 8      |
| 1987 | Миколаїв | 56-й чемпіонат України | 2 | 0 | 13 | 8½ з 15   | —5     |
| 1988 | Львів    | 57-й чемпіонат України | 3 | 1 | 11 | 8½ з 15   | 4      |
| 1989 | Херсон   | 58-й чемпіонат України | 7 | 2 | 6  | 10 з 15   | Bronze |

### Чемпіонати СРСР
| Рік  | Місто     | Турнір                                   | + | − | = | Результат | Місце |
| ---- | --------- | ---------------------------------------- | - | - | - | --------- | ----- |
| 1982 | Павлодар  | Півфінал 50-го чемпіонату СРСР           | 6 | 3 | 8 | 10 з 17   | 3—5   |
| 1982 | Телаві    | 1-ша ліга 50-го чемпіонату СРСР          | 6 | 4 | 7 | 9½ з 17   | 8—9   |
| 1984 | Львів     | Півфінал 52-го чемпіонату СРСР           | 3 | 5 | 7 | 7½ з 17   | 14    |
| 1987 | Норильськ | Відбірковий турнір 55-го чемпіонату СРСР |   |   |   | 6½ з 11   | 5—14  |
| 1988 | Барнаул   | Відбірковий турнір 56-го чемпіонату СРСР |   |   |   | 4 з 9     | 21—23 |
| 1990 | Ленінград | 57-й чемпіонат СРСР                      | 2 | 4 | 7 | 5½ з 13   | 10—11 |
| 1991 | Москва    | 58-й чемпіонат СРСР                      | 1 | 3 | 7 | 4½ з 11   | 50—56 |

### Інші турніри
| Рік  | Місто     | Турнір                                   | + | − | =  | Результат | Місце  |
| ---- | --------- | ---------------------------------------- | - | - | -- | --------- | ------ |
| 1982 | Львів     | Чемпіонат Львівської області             | 5 | 1 | 7  | 8½ з 13   | Gold   |
| 1983 | Львів     | Чемпіонат Львівської області             | 6 | 3 | 3  | 7½ з 12   | 4      |
| 1983 | Юрмала    | Чемпіонат СРСР серед молодих майстрів    | 3 | 5 | 7  | 6½ з 15   | 11—16  |
| 1984 | Вільнюс   | Чемпіонат СРСР серед молодих майстрів    | 4 | 1 | 10 | 9 з 15    | Silver |
| 1984 | Харків    | Чемпіонат України серед молодих майстрів | 1 | 3 | 9  | 5½ з 13   | 10—11  |
| 1985 | Львів     | Чемпіонат СРСР серед молодих майстрів    | 1 | 2 | 12 | 7 з 15    | 10—15  |
| 1985 | Кемерово  | Першість ДСТ «Буревісник»                |   |   |    | 6 з 15    | 13     |
| 1985 | Чернігів  | Чемпіонат України серед молодих майстрів | 7 | 3 | 3  | 8½ з 13   | Bronze |
| 1986 | Львів     | Міжнародний турнір                       | 6 | 1 | 4  | 8 з 10    | Silver |
| 1987 | Кишинів   | Першість ДСТ «Динамо»                    |   |   |    | 11½ з 15  | Gold   |
| 1987 | Ужгород   | Чемпіонат СРСР серед молодих майстрів    | 1 | 3 | 11 | 6½ з 15   | 13—14  |
| 1988 | Таллінн   | Першість ДСТ «Динамо»                    |   |   |    | 8 з 13    | —5     |
| 1994 | Гронінген | Міжнародний турнір                       | 5 | 0 | 6  | 8 з 11    | 1—9    |
| 1998 | Донецьк   | Зональний турнір                         | 5 | 2 | 4  | 7 з 11    | Bronze |